# Сан-Жаума-д'Анбежа
Сан-Жаума-д'Анбежа — муніципалітет в Каталонії, в Іспанії, у комарці Монтсіа. Він розташований у південній половині дельти Ебро, на правому березі річки. Муніципалітет був створений у 1978 році: раніше територія входила до складу муніципалітету Тортоса. Він з’єднаний з Ампостою місцевою дорогою, а з Дельтебре на протилежному березі — баржами.
Місто було засноване відносно недавно в 1860-х роках. Частково це пов’язано з формуванням дельти протягом останніх кількох століть з осадових відкладень річки.
Сан-Жауме-д'Енвеха став частиною Монсіа під час комаркальної ревізії 1990 року: раніше він був частиною Баш-Ебре.